# Metasia mendicalis
Metasia mendicalis là một loài bướm đêm trong họ Crambidae.